# طوم جونز (كاتب)
طوم جونز (بالإنجليزية: Tom Jones)‏ هو كاتب سيناريو ومؤلف وكاتب أغاني وكاتب وشاعر أمريكي، ولد في 17 فبراير 1928 في ليتلفيلد في الولايات المتحدة.

## وصلات خارجية
- طوم جونز على موقع IMDb (الإنجليزية)
- طوم جونز على موقع ميوزك برينز (الإنجليزية)
- طوم جونز على موقع أول موفي (الإنجليزية)
- طوم جونز على موقع قاعدة بيانات برودواي على الإنترنت (الإنجليزية)
- طوم جونز على موقع إن إن دي بي (الإنجليزية)
- طوم جونز على موقع أول ميوزيك (الإنجليزية)
- طوم جونز على موقع ديسكوغز (الإنجليزية)
- طوم جونز على موقع قاعدة بيانات الفيلم (الإنجليزية)